# Penny Pritzker
Penny Sue Pritzker, född 2 maj 1959 i Chicago, Illinois, är en amerikansk politiker, affärskvinna och medlem av Pritzkersläkten från Chicago, en av USA:s mest välbärgade familjer.

## Biografi
Pritzker är barnbarn till Abram Nicholas Pritzker (1896–1986), som grundlade hotellkedjan Hyatt, vilken växte dramatiskt under hans son Jay Pritzker (1922–1999), som är hennes farbror. Hon har ekonomisk universitetsutbildning från Harvard University och från Stanford University. Hon har stora affärsintressen; hon har själv grundat och lett Classic Residence by Hyatt, en kedja av lyxbostadsrätter för äldre och som finns i flera städer i USA.
Från våren 2008 ledde Pritzker Barack Obamas valkampanjfinansieringskommitté.
Den 20 november 2008 meddelade CNN att Obama utsett henne till att bli handelsminister i hans administration som skulle tillträda den 20 januari 2009, men kort därefter sades det att hon hade avböjt. I juni 2013 tillträdde hon dock som USA:s handelsminister efter att posten varit vakant ett år efter John Brysons avgång. Hon var handelsminister till 20 januari 2017.
Den amerikanska ekonomitidskriften Forbes rankade Pritzker till att vara världens 1 066:e rikaste med en förmögenhet på 2,8 miljarder amerikanska dollar för den 17 januari 2021.